# Karl Heinrich Baader
Karl Heinrich Baader (* 16. Oktober 1829 in Löffingen; † 6. April 1900 in Karlsruhe) war ein deutscher Ministerialrat, Geheimer Oberregierungsrat und  Mitglied des Badischen Verwaltungsgerichtshofes des Großherzogtums Baden.

## Leben
Baaders Vater war von Beruf Hauptlehrer. Er selbst besuchte die Volksschule, die Gewerbeschule und das Gymnasium in Donaueschingen und studierte anschließend Jura in Freiburg i. Br. Nach dem Referendariat arbeitete er als Rechtsanwalt in Waldshut, wo er 1865 Amtmann wurde. Ab 1866 war er Oberamtmann und Amtsvorstand im Bezirksamt Villingen. Amtsvorstand war er anschließend auch in den Bezirksämtern Waldshut (ab 1871), Offenburg (ab 1877) und Konstanz (ab 1886). In Konstanz war er schon seit 1880 Stadtdirektor. Als Geheimer Regierungsrat 3. Klasse (ab 1887) wurde er 1889 an das Ministerium des Innern nach Karlsruhe versetzt. Hier stieg er zum Ministerialrat und Geheimen Oberregierungsrat auf und wurde Mitglied des Badischen Verwaltungsgerichtshofes. 1899 wurde er in den Ruhestand versetzt.

## Auszeichnungen
- 1891: Ritterkreuz 1. Klasse mit Eichenlaub des Zähringer Löwen-Ordens
- 1892: Kommenturkreuz 2. Klasse des württembergischen Friedrichs-Ordens
- 1899: Kommandeurskreuz 2. Klasse des Zähringer Löwen-Ordens